# クリエイション (同人即売会)
クリエイション（Creation）は、クリエイション事務局および株式会社クリエイションが主催する、オールジャンル同人誌即売会である。コミッククリエイションとサンシャインクリエイションの2系統に分かれて開催されている。

## コミッククリエイション
大田区産業プラザで開催されているオールジャンル同人誌即売会。コミクリもしくはCCと略して表記されることが多い。
1996年9月8日に第1回目が開催された。かつては大規模開催を狙い、東京ビッグサイトや東京流通センターで開催された。しかし、実際の参加規模の小ささから、次第に大田区産業プラザへと会場を遷し、開催頻度も年1回以下に減少した。直近の開催は2011年11月のコミッククリエイション22であり、事実上、開催を休止している。
入場時に「カタログ」の提示が義務づけられており、事実上の有料入場制。特徴として、クリエイション事務局やサークルの持ち寄りによる企画、コミティアの展示参加スペースに似た2m四方のサークルスペースを自由に使って表現・頒布できる「パックプラン」があり、事実上こういった展示・企画などが中心の、一見同人誌即売会らしからぬ出展者が多数を占める。参加サークル数は2010年の第21回が220サークル、2011年の第22回が180サークルと、後述のサンシャインクリエイションより少ない。

### 歴史
- 1996年9月8日
  - 第1回開催
- 2008年
  - 開催20回記念として、下敷きの配布などの企画が行われた。
- 2009年
  - 参加サークルの個人情報が流出した。詳細は後述の不祥事を参照。

## サンシャインクリエイション

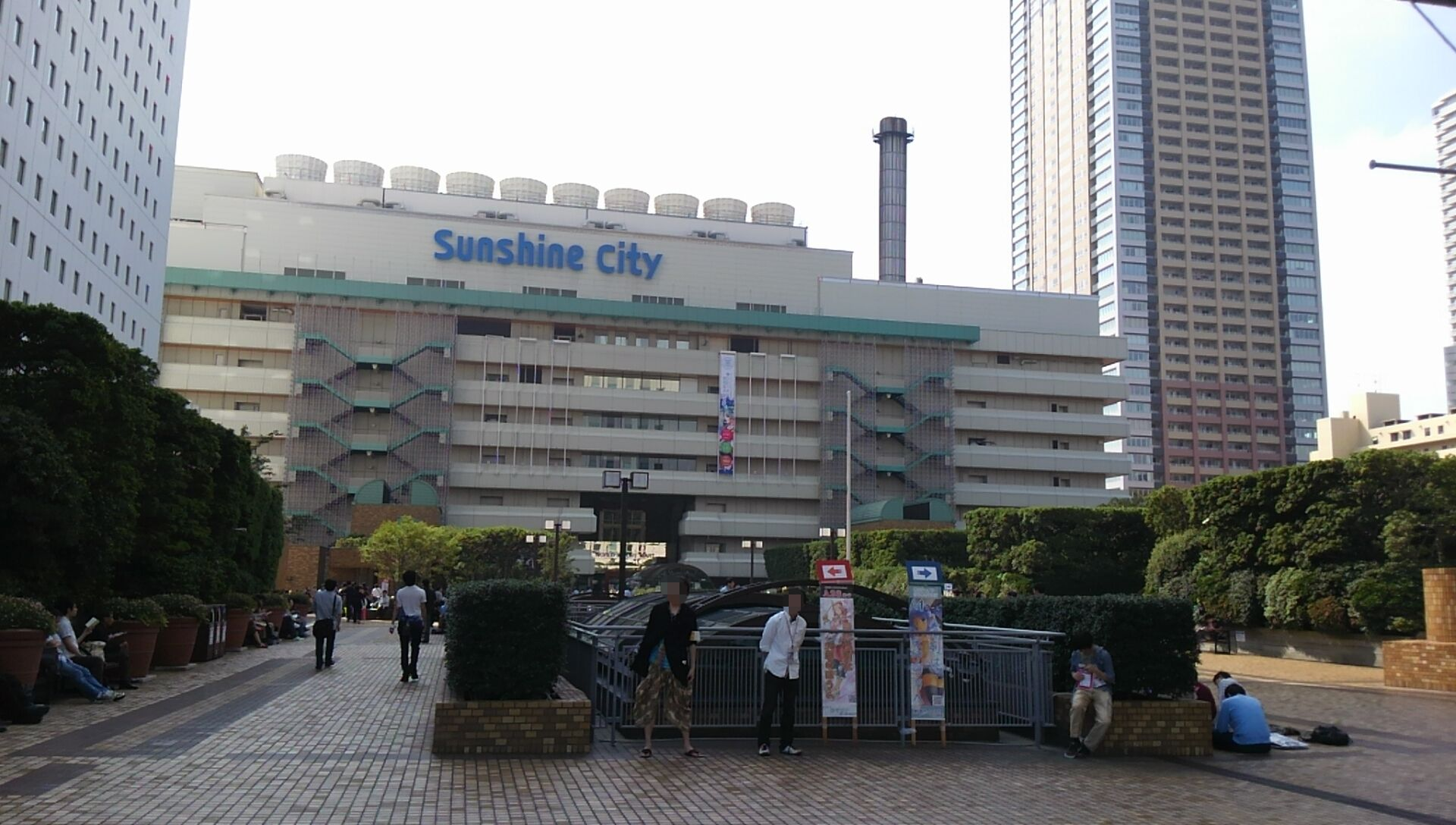
サンシャインクリエイション60開催前の様子。池袋サンシャインシティ入口の手前付近にて撮影。

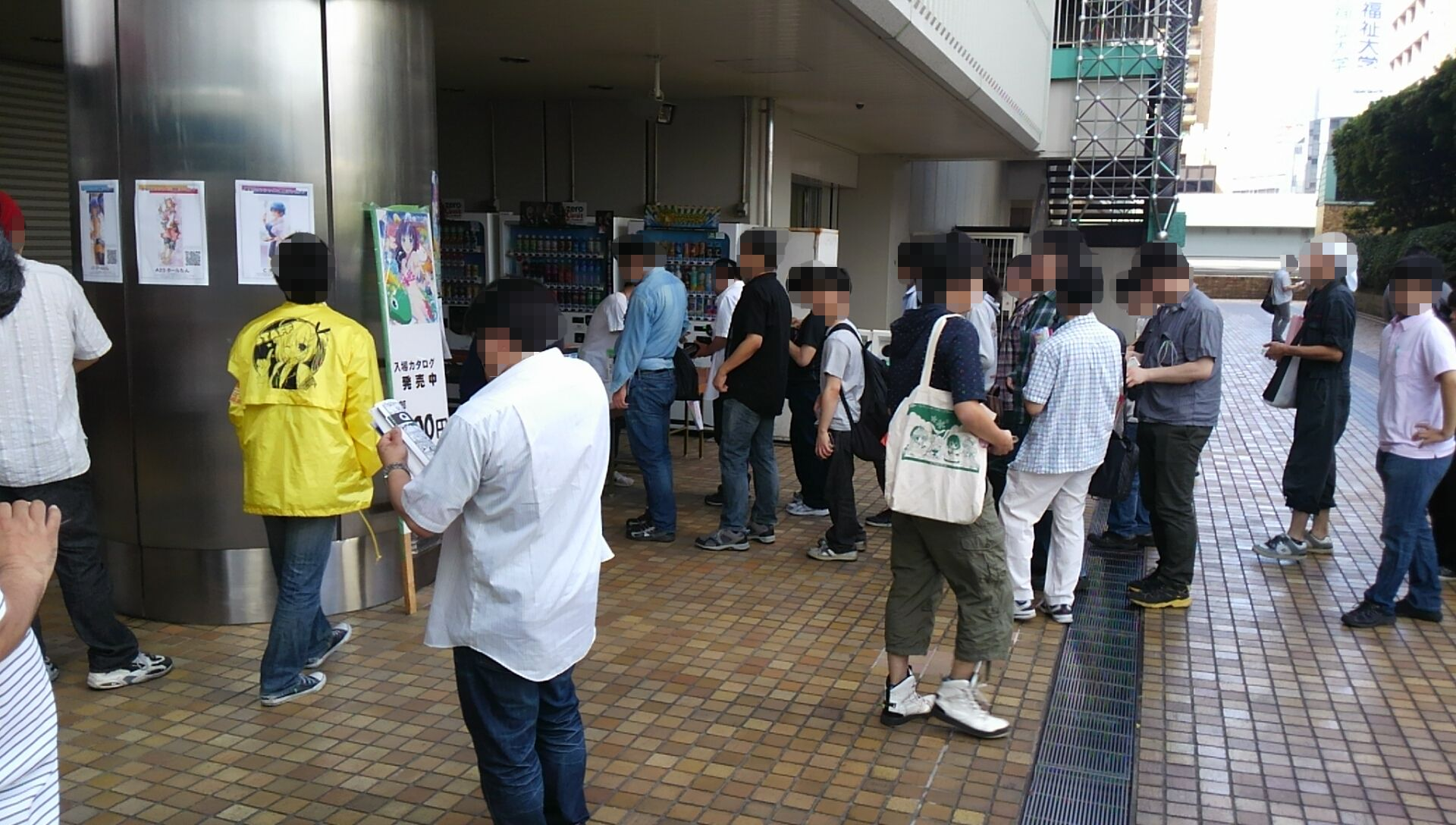
サンシャインクリエイション60におけるカタログ当日販売の様子。池袋サンシャインシティ入口そばにて撮影。

サンシャインシティで開催されているオールジャンル同人誌即売会。サンクリもしくはSCと略して表記されることが多い。
かつては年4回開催で参加サークル数が2000を超えた時期もあったが、2022年現在は年4回開催で各回概ね800～900台となっている。
2012年が年4回開催で平均1213サークル、2013年が年4回開催で平均1104サークル、2014年が年4回開催で平均984サークル、2017年が年3回開催で平均946サークル、2018年が年3回開催で平均909サークル。
入場時に「カタログ」の提示が義務づけられており、事実上の有料入場制。元々は株式会社ブロッコリーが主催していた初代コミックキャッスルが終了するのを受け、当時コミッククリエイションの主催だった株式会社コミケプランニングサービスがその会場・日程を引き継ぐ形で始まった。コミックキャッスル時代同様、参加サークルは男性向け、学漫、評論・情報系、鉄道・旅行・メカミリ系が大部分を占める傾向にある。

### 歴史
- 1998年9月27日
  - 第1回開催
- 2006年
  - 開催30回記念として、記念弁当や記念図書カードの販売、紙袋の配布などの企画が行われた。
- 2007年
  - 株式会社クリエイションが設立され、運営の母体が株式会社コミケプランニングサービスから移行した。
  - カタログの乱丁と会場の変更が行われた。詳細は後述の不祥事を参照。
- 2008年
  - 開催10周年記念として、記念弁当や記念カレンダーの販売、紙袋の配布などの企画が行われた。
- 2009年
  - 参加サークルの個人情報が流出した。詳細は後述の不祥事を参照。
  - サンシャインクリエイション43・44の開催が中止された。そのため、45以降、連番制が廃止されるまでは、イベント名に付く連番の数字が開催回数より2だけ大きい。
- 2010年
  - 4月11日に開催されたサンシャインクリエイション47でコスプレが許可された。
- 2011年
  - クリエイション事務局の代表が辞任し、新しい代表が就任した。
- 2013年
  - 開催15周年記念として、記念弁当や記念カレンダーの販売、紙袋の販売などの企画が行われた。
- 2015年
  - 各開催の表記について、従来の「数字」表記から「西暦＋季節」表記へ変更した。従来の表記では「サンシャインクリエイション66」となる第64回開催が、「サンシャインクリエイション2015 Winter」となった。
  - 年4回開催のうち春季が休止となり、年3回の開催へ移行した。
- 2020年
  - 新型コロナウイルス感染拡大予防を目的とした政府による大規模イベント自粛要請の社会的な流れを受け、3月8日に開催予定だった「サンシャインクリエイション2020 Spring」が4日前に中止発表された[3]。
  - 6月21日に開催予定だった「サンシャインクリエイション2020 Summer」についてもサンシャインシティ側から開催を延期するよう要請があり、8月2日に延期して開催された。
- 2021年
  - 緊急事態宣言発令の影響により、「サンシャインクリエイション2021 Winter」の開催が中止となった。
  - コロナによるサークル参加者数制限を考慮し、春季の開催が復活、年4回の開催へ移行した。
- 2022年
  - 9月25日に開催の「サンシャインクリエイション2022 Autumn」で参加を辞退したサークルが続出したことを考慮し、急遽11月13日に「サンシャインクリエイション2022 Autumn 2nd」を開催、この年に限り年5回開催となる。
- 2023年
  - 前年に「サンシャインクリエイション2022 Autumn 2nd」を開催した関係で年4回開催のうち冬季の開催を行わず、年3回の開催となる。

## 運営組織の変遷

### クリエイション事務局
コミッククリエイションおよびサンシャインクリエイションを運営する任意団体（ボランティア組織）であり、旧法人・現法人の時代を通して運営の主体となっている。スタッフ参加者はこの組織に所属しており、サークル参加受付や刊行物の制作を行っている。また、業務の一部を後述の法人格に委託し、共同でイベントを運営している。
当初は「コミック・クリエイション事務局」という名称で、サンシャインクリエイションを運営するようになると、クリエイション事務局という名称が使用されるようになった。

### 株式会社コミケプランニングサービス
コミックマーケット準備会の関連企業。現・株式会社シーピーエス（通称「CPS」）。
初期は同社が企業イベントとしてコミッククリエイションを開催していた。しかし参加サークル数の減少に伴いアルバイトとしてスタッフを雇用できなくなったため、新たにボランティア組織が立ち上げられたという経緯がある。これはコミックマーケット準備会が規模拡大による負担増に伴い、有限会社コミケットを設立したことと対照的である。
2007年に代表取締役の不正経理が発覚したのを機に同人誌即売会から事業撤退。サンシャインクリエイション35全体反省会にて「不明瞭な金銭の流れが発覚した」との表現があり、CPSの社告では「多額の使途不明金」があったとされている。刑事告訴などは行われていないようである。
この不祥事以降、役割を株式会社クリエイションに引き継いでいる。

### 株式会社クリエイション
2007年より株式会社コミケプランニングサービスから役割を引き継ぎ、クリエイション事務局と共同でイベントを運営している。当初は代表取締役はクリエイション事務局の代表が兼務していたが、現在は交代している。

## 他のオールジャンル即売会との関係
サンシャインシティでは（男性向け）オールジャンル即売会として、サンシャインクリエイションとコミックレヴォリューションが行われていた。日程面では、お盆・年末のコミックマーケットと、ゴールデンウィーク・10月開催のコミックレヴォリューションの間の時期に、サンシャインクリエイションが開催される日程だった。
そのコミックレヴォリューションが2005年春に終了したのち、サンシャインクリエイションが春季の開催を3月から4月中旬に移した。ほかにもいくつかのイベントが後継として名乗りをあげ、生じた日程的な空きや参加者を取り合う現象が発生したが、サンシャインクリエイション以外はいずれも散発的に終わった。一方サンシャインクリエイションは参加者数を増やし、使用ホール数が3館から4館へ拡張するようになった。
しかし、コミックレヴォリューションの事実上の後継イベントであるCOMIC1が2007年よりゴールデンウィークに開催されるようになると、4月のサンシャインクリエイションは参加者数を減らすようになり、2015年以降は春季の開催そのものを廃止した。また、2017年からはCOMIC1と博麗神社例大祭が共同で10月にも開催されるようになり、サンシャインクリエイションの参加者数は減ったものの秋季の開催は継続している。

## 不祥事

### カタログの印刷ミス
サンシャインクリエイション35でカタログ発売直後に印刷ミスが発覚し、一部の書店やイベント会場にて訂正版への交換が行われた。
この事件に関して被害を受けた約70サークルへの補償として訂正版のカタログが送付された。

### 会場の予約ミス
サンシャインクリエイション35で予約ミスにより会場の一部が使えなくなったため、サークルスペースのレイアウトが大幅に変更され、配置しきれない分は別のホールへ移動となるなど大規模なサークル配置の変更が行われた。前項の印刷ミスと本項の予約ミスによる別ホール移動の両方の被害を受けたサークルもある。
前項のカタログ訂正版発行前に発覚したが訂正が間に合わず、カタログの内容は再び誤ったものになった。カタログの再訂正版は発行されず、参加者に対しては公式サイト上や各書店での案内、及び開催当日の会場での訂正図面の配布となった。
この事件に関して被害を受けた約870サークルのうち、DホールからCホールへと移動になった約420サークルには次回イベントのサンシャインクリエイション36へ申込無料での招待という形で補償が行われた。

### 個人情報流出事件
2009年1月16日夜に、ファイル共有ソフト「Winny」のネットワークを通じ、クリエイション事務局のスタッフ参加者が自宅で使用していたコンピュータウイルスに感染したパソコンから、個人情報が流出したことが判明した。
流出元となったスタッフ参加者に対して損害賠償請求などの発表はないが、今後のスタッフ登録および作業を一切禁止する処分が下されており、クリエイション事務局の発表では「元スタッフ」と表記されている。
流出した情報は、コミッククリエイション・サンシャインクリエイションのサークル参加者およびスタッフ参加者の個人情報、さらにイベント開催用の内部資料があり、個人情報は延べで数万人分に及ぶ。この他、同時にコミックマーケットのスタッフ情報・サークルリストの一部、博麗神社例大祭のイベント関係者向けの内部資料なども巻き込まれる形で流出した。
クリエイション事務局・株式会社クリエイションは同年1月17日に調査を開始、翌18日にトップページを謝罪文に差し替える形で情報を公開した。情報を流出させたクリエイション事務局のスタッフ参加者が2002年から断続的に個人情報を含むファイルを無断で自宅に持ち帰り、そのまま自宅のパソコンに保管、そのパソコンでファイル共有ソフト「Winny」を使用し、ウイルス感染によって情報が流出したと発表している。また情報が流出した参加者には書簡で個別対応すると共に、過去を含めた全てのスタッフ参加者に対しデータの持ち出しがないか確認を行い、所持が判明した場合には削除と個人情報に関する誓約書を取り交わすとした。確認のためにスタッフ参加者に送られた書簡は説明が不十分であり、意味が分からなかったり困惑したりする者もいた。株式会社シーピーエスはクリエイションの業務に関わっていなかったため、クリエイション事務局へ問い合わせるよう告知した。
事件翌月の2009年2月8日に予定通り開催された「サンシャインクリエイション42」では、来場者の強い要望により、イベント後の全体反省会にて短時間ながら質疑や事情説明が行われた。
来場者の反応や一連の報道を受けて被害者への対応や再発防止策の徹底を行うため、2009年4月に開催予定だった「サンシャインクリエイション43」の開催を中止することを発表した。さらに翌月には、6月開催予定だった「サンシャインクリエイション44」も中止とし、以降の開催も白紙と発表された。
2009年5月15日に公式サイト上で、中止された「43」「44」を欠番として「サンシャインクリエイション45」の開催が発表され、2009年9月27日にこれまでと同じサンシャインシティにて開催された。